# Meta (rivier)
De rivier de Meta ontstaat in het departement Meta in Colombia waar de Rio Humadea en de Caño Maray samenvloeien. De rivier stroomt oostnoordoostwaarts door de Llanos, de uitgestrekte vlaktes in Colombia. De Meta vormt de grens tussen de departementen Meta, Casanare, Vichada en Arauca. Vervolgens vormt het de grens met Venezuela tot aan Puerto Carreño waar de rivier samenvloeit met de Orinoco.
De 804 km lange Meta deelt de Colombiaanse Llanos in twee gebieden: het noordwestelijke deel is vochtig en relatief vruchtbaar vanwege sedimenten van de Andes. Het hogere zuidoostelijke deel van de Llanos, de Altillanura, watert niet af in de Meta maar in de Orinoco en heeft een langer droog seizoen en is minder vruchtbaar.
De belangrijkste zijrivieren van de Meta zijn de Cravo Sur, de Casanare, de Cusiana, de Upía en de Manacacías.
Vanaf Puerto López in het departement Meta is de rivier bevaarbaar, maar het is geen belangrijke transportader omdat het stroomgebied dunbevolkt is.